# Kaui Hart Hemmings
Kaui Hart Hemmings es una escritora estadounidense nacida en Hawaii. Su novela debut Los descendientes fue adaptada cinematográficamente por Alexander Payne, Nat Faxon y Jim Rash con el título  Los descendientes y fue protagonizada por George Clooney.
Hemmings previamente ha publicado una colección de sus cuentos en el libro House of thieves, y ha escrito el guion de la película para televisión de 1999 Shelly Fisher

## Reseñas
- New York Times